# Celso de Matos
Celso de Matos, noto anche solo come Celso (Rio de Janeiro, 1º agosto 1947) è un ex calciatore brasiliano naturalizzato portoghese, di ruolo centrocampista.

## Carriera

### Nazionale
Ha collezionato 3 presenze con la propria Nazionale.

## Palmarès

### Club

#### Competizioni nazionali
- Campionato portoghese: 1

Porto: 1977-1978
- Coppa del Portogallo: 3

Boavista: 1974-1975, 1975-1976
Porto: 1976-1977